# Vioolconcert (Weinberg)
Mieczysław Weinberg voltooide zijn enige Vioolconcert waarschijnlijk in 1960. Hij schreef al eerder een Vioolconcertino.
Het vioolconcert werd genoemd in een brief van 30 april 1960 van Dmitri Sjostakovitsj. Sjostakovitsj en Weinberg gaven onderling een aantal composities ter inzage/goedkeuring door. Waarschijnlijk is de brief van Sjostakovitsj gebaseerd op een privé-uitvoering door Leonid Kogan, die Sjostakovitsj aanduidde als violist-communist. Kogan werd door Sjostakovitsj zo aangeduid omdat Kogan achter het Sovjetregime stond, Sjostakovitsj (en Weinberg) niet altijd. Het werk was toen nog niet te horen geweest in de publieke concertzaal. De eerste uitvoering vond (pas) plaats op 12 februari 1961 door diezelfde Kogan met het Filharmonisch Orkest van Moskou onder leiding van Gennadi Rozjdestvenski.
Het concert bevat een dialoog tussen solist en het symfonieorkest, waarbij de violist bijna het gehele werk aan “het woord” is.  Het werk kent een vierdelige opzet:
- Allegro molto
- Allegretto
- Adagio
- Allegro risoluto